# YAMAKASI
『YAMAKASI』（ヤマカシ、原題：Yamakasi - Les samouraïs des temps modernes）は、2001年に公開されたアリエル・ゼトゥン監督、リュック・ベッソン原案・脚本のフランス映画。
日本では2002年3月22日にDVDを発売。本編の他にメイキング・パフォーマンス映像、などを収録する。この映画は実在のパルクール集団・ヤマカシを題材としている。

## あらすじ
自分の身一つでビルをよじ登り、屋上から屋上へと飛び回る7人の若者グループ「ヤマカシ」。彼らは子供や若者たちのヒーローとしてリスペクトされていたが、大人たちからは危険な集団だとして白眼視されていた。そんなある日、心臓疾患がある少年・ジャメルが彼らの真似をしようとし、誤って高所から転落してしまう。責任を感じたヤマカシはジャメルを見舞うが、彼の命を救うには24時間以内に緊急手術を行わなければならないという診断結果を告げられた。しかし病院の理事長は「手術費として40万フランを揃えない限り、絶対に手術は行わない」と言い張る。そこでヤマカシは、理事長をはじめとする病院の上層部関係者から金を盗み出すことにする。当初はうまく計画を進めていたが、彼らを目の敵にする警察の包囲網は徐々に狭まっていく。果たして、ヤマカシは24時間以内に費用を集めることが出来るのか？

## キャスト
※括弧内は日本語吹替
- エース - チョウ・ベル・ディン（川村拓央）

ヤマカシのメンバーの1人。普段は、ミシュランと共にスーパーで働いている。エースの通称通り投球が得意で、抜群のコントロールを誇る。左投げ。
- スパイダー - ウィリアムズ・ベル（石田彰）

ヤマカシのメンバーの1人。プレイボーイ。ロープを使ったパルクールを得意とする。プレイボーイだがそれ以上の関係をガールフレンドとは築いていなかったらしく、仕事前に「大事な仕事があるけど、もしかしたら2度と君に会えなくなるかもしれない」と告白していた。
- イタチ - マリク・ディウフ（吉田孝）

ヤマカシのメンバーの1人。ヤマカシの中で唯一の学生。トランポリンや吊り輪などの体操競技を得意とする。両親はすでに他界しており、家族は幼い兄弟たちがいる。そのことからジャメルへの対応は優しい兄そのものだった。
- ジクミュ - ヤン・ノウトゥラ（矢薙直樹）

ヤマカシのメンバーの1人。大の音楽好きで、ジュークボックスやウォークマンを愛用している。母・祖母の3人暮らし。自分達が犯罪者ではなくとも世間から悪いことをしてある自覚はあるらしく、「ビル登りも人目につかないようにしてる」と発言している。
- ロケット - ギレイン・ヌグバ・ボイェケ（永井誠）

ヤマカシのメンバーの1人。ヤマカシ随一の瞬足の持ち主で、親孝行者で母親の料理の手伝いをよくする。血の気があるタイプで院長の態度を見て物に当たったり、ヴァンサンの一言で一触即発の雰囲気になったりした。
- ブル - シャルル・ペリエール（山野井仁）

ヤマカシのメンバーの1人で、ヤマカシのリーダー格。普段は、工事現場で働いている。冷静沈着でメンバー達にも的確に指示を出すが、終盤では手術をしないと言い張った院長に対して「話の内容次第ではただじゃおかないぞ」と感情的になる場面もあった。
- タンゴ - ロラン・ピエモンテージ（桐本琢也）

ヤマカシのメンバーの1人。普段は、工場で働いている。ダンスとジャグリングが得意。ヤマカシの中では特に冷静沈着な性格で、躍起になるメンバーたちを抑えたり、ヤケになるロケットを戒める場面もあった。
- ヴァンサン - マエル・カモウン（山路和弘）

フランス警察で、ブルの親友。ヤマカシの逮捕を望んでいないが、ヒラの刑事で移民の家系であるため警察内の立場は弱い。アイラに想いを寄せている。物語終盤で遂に感情に物を言わす警察官から外れた行動に出て、刑事を退職する。
- ミシュラン - ブリュノ・フランデル（遠藤純一）

エースの職場仲間で、ヤマカシの協力者。肥満体で運動能力はあまりないため、裏方担当。
- アイラ - アメル・ディアメル（魏涼子）

ジャメルの姉で、弟が瀕死の状態となった原因となるヤマカシの面々に怒りの矛先を向ける。
- ジャメル - ナッシム・ファイド

生まれつき心臓が弱く、ヤマカシの真似をしようと木に登ったところ、発作を起こし、転落事故を起こしてしまう。
- オルシニ警視 - パスカル・レジェ（喜多川拓郎）

ヤマカシの7人を危険視し、逮捕しようと画策する。